# Parafia Ścięcia św. Jana Chrzciciela w Grzawie
Parafia Ścięcia św. Jana Chrzciciela w Grzawie należy do archidiecezji katowickiej i dekanatu Miedźna. Powstała w 1967 roku jako samodzielna placówka duszpasterska. Pełnoprawną parafię utworzono 12 listopada 2000 roku.